# Scratch (Bahnradsport)
Scratch ist eine Disziplin des Bahnradsports. Sie gehört zu den Ausdauerdisziplinen und wird sowohl als eigenständiger Wettbewerb als auch im Rahmen des Omniums betrieben. Sieger ist, wer als Erster die festgelegte Distanz beendet.

## Regeln
Die Regeln von Scratch-Rennen sind in Abschnitt 3.2 § 11 des UCI-Regelwerks festgehalten. Die Fahrer beginnen gemeinsam im Massenstart, die zurückzulegende Distanz beträgt bei den Männern und Frauen 10 Kilometer, bei Junioren und Juniorinnen 7,5 Kilometer. Fahrer können während des Rennens versuchen, einen Rundengewinn zu erzielen, also das Hauptfeld zu überrunden. Im Ziel werden die Fahrer zuerst nach der Anzahl gefahrener Runden und dann nach Zieleinlauf klassiert. Wer eine Runde aufs Hauptfeld verliert, muss das Rennen verlassen.

## Entwicklung
Scratch-Rennen sind häufig stark von der Taktik geprägt. Hierbei ist oft von entscheidender Bedeutung, sich einen Rundenvorsprung zu erkämpfen. Früher hieß diese Disziplin „Malfahren“ („Mal“ = Zielstrich).
Der Scratch wurde 2002 als Disziplin bei Bahnradsport-Weltmeisterschaften eingeführt, bei Männern und Frauen zugleich. Bei dieser Gelegenheit wurden auch die Distanzen normiert, die zuvor je nach Maßgabe des Veranstalters zwischen 5 und 20 Kilometer variieren konnte. Die Regeländerung von 2002 legte die Distanzen auf 15 Kilometer bei den Männern, 10 Kilometer bei den Frauen und Junioren und 7,5 Kilometer bei den Juniorinnen fest.
Seit 2006 ist Scratch mit wechselnden Distanzen Teil des Omniums (siehe dort). Europameister im Scratch werden seit 2014 ermittelt. Auch in der zwischen 2021 und 2024 bestehenden UCI Track Champions League wurde Scratch ausgefahren, wenngleich über eine kürzere Distanz von 5 Kilometern.
2025 wurden die Distanzen der männlichen Kategorien verkürzt, so dass sie nunmehr für beide Geschlechter identisch sind: 10 Kilometer in der Elite und 7,5 Kilometer für Junioren.

## Paracycling
Scratch wird auch im Paracycling betrieben, in der Klasse C (Rennräder). Der Scratch ist hier Einzelwettbewerb und zugleich Bestandteil des Omniums. Die Entfernung beträgt einheitlich 10 Kilometer. Bis 2024 waren es für Männer 15 Kilometer. Das Reglement ist ansonsten dasselbe. Bei geringer Teilnehmerzahl können die Rennen mehrerer Leistungsklassen kombiniert werden, es werden aber getrennte Ranglisten für jede Leistungsklasse aufgestellt.

## Ergebnisse bei Bahnradsport-Weltmeisterschaften

### Männer
| Jahr | Gold                 | Silber              | Bronze              |
| ---- | -------------------- | ------------------- | ------------------- |
| 2002 | Franco Marvulli      | Tony Gibb           | Stefan Steinweg     |
| 2003 | Franco Marvulli      | Robert Sassone      | Jean-Pierre van Zyl |
| 2004 | Greg Henderson       | Robert Slippens     | Walter Pérez        |
| 2005 | Alex Rasmussen       | Greg Henderson      | Matthew Gilmore     |
| 2006 | Jérôme Neuville      | Ángel Darío Colla   | Ioannis Tamouridis  |
| 2007 | Wong Kam Po          | Wim Stroetinga      | Rafał Ratajczyk     |
| 2008 | Aljaksandr Lissouski | Wim Stroetinga      | Roger Kluge         |
| 2009 | Morgan Kneisky       | Ángel Darío Colla   | Andreas Müller      |
| 2010 | Alex Rasmussen       | Juan Arango         | Kazuhiro Mori       |
| 2011 | Kwok Ho Ting         | Elia Viviani        | Morgan Kneisky      |
| 2012 | Ben Swift            | Nolan Hoffman       | Wim Stroetinga      |
| 2013 | Martyn Irvine        | Andreas Müller      | Luke Davison        |
| 2014 | Iwan Kowaljow        | Martyn Irvine       | Cheung King-lok     |
| 2015 | Lucas Liß            | Albert Torres       | Bobby Lea           |
| 2016 | Sebastián Mora       | Ignacio Prado       | Claudio Imhof       |
| 2017 | Adrian Tekliński     | Lucas Liß           | Christopher Latham  |
| 2018 | Jauhen Karaljok      | Michele Scartezzini | Callum Scotson      |
| 2019 | Sam Welsford         | Roy Eefting         | Thomas Sexton       |
| 2020 | Jauhen Karaljok      | Simone Consonni     | Sebastián Mora      |
| 2021 | Donavan Grondin      | Tuur Dens           | Rhys Britton        |
| 2022 | Dylan Bibic          | Kazushige Kuboki    | Roy Eefting         |
| 2023 | William Tidball      | Kazushige Kuboki    | Tuur Dens           |
| 2024 | Kazushige Kuboki     | Tobias Hansen       | Clément Petit       |

### Frauen
| Jahr | Gold                | Silber               | Bronze              |
| ---- | ------------------- | -------------------- | ------------------- |
| 2002 | Lada Kozlíková      | Rochelle Gilmore     | Olga Sljussarewa    |
| 2003 | Olga Sljussarewa    | Rochelle Gilmore     | Adrie Visser        |
| 2004 | Yoanka González     | Mandy Poitras        | Olga Sljussarewa    |
| 2005 | Olga Sljussarewa    | Katherine Bates      | Ljudmyla Wypyrajlo  |
| 2006 | María Luisa Calle   | Gina Grain           | Olga Sljussarewa    |
| 2007 | Yumari González     | María Luisa Calle    | Adrie Visser        |
| 2008 | Ellen van Dijk      | Yumari González      | Belinda Goss        |
| 2009 | Yumari González     | Elizabeth Armitstead | Belinda Goss        |
| 2010 | Pascale Jeuland     | Yumari González      | Belinda Goss        |
| 2011 | Marianne Vos        | Katherine Bates      | Danielle King       |
| 2012 | Katarzyna Pawłowska | Melissa Hoskins      | Kelly Druyts        |
| 2013 | Katarzyna Pawłowska | Sofía Arreola        | Jewgenija Romanjuta |
| 2014 | Kelly Druyts        | Katarzyna Pawłowska  | Jewgenija Romanjuta |
| 2015 | Kirsten Wild        | Amy Cure             | Allison Beveridge   |
| 2016 | Laura Trott         | Kirsten Wild         | Stephanie Roorda    |
| 2017 | Rachele Barbieri    | Elinor Barker        | Jolien D’hoore      |
| 2018 | Kirsten Wild        | Jolien D’hoore       | Amalie Dideriksen   |
| 2019 | Elinor Barker       | Kirsten Wild         | Jolien D’hoore      |
| 2020 | Kirsten Wild        | Jennifer Valente     | Maria Martins       |
| 2021 | Martina Fidanza     | Maike van der Duin   | Jennifer Valente    |
| 2022 | Martina Fidanza     | Maike van der Duin   | Jessica Roberts     |
| 2023 | Jennifer Valente    | Maike van der Duin   | Michaela Drummond   |
| 2024 | Lorena Wiebes       | Jennifer Valente     | Ally Wollaston      |